# PGO (オートバイ)

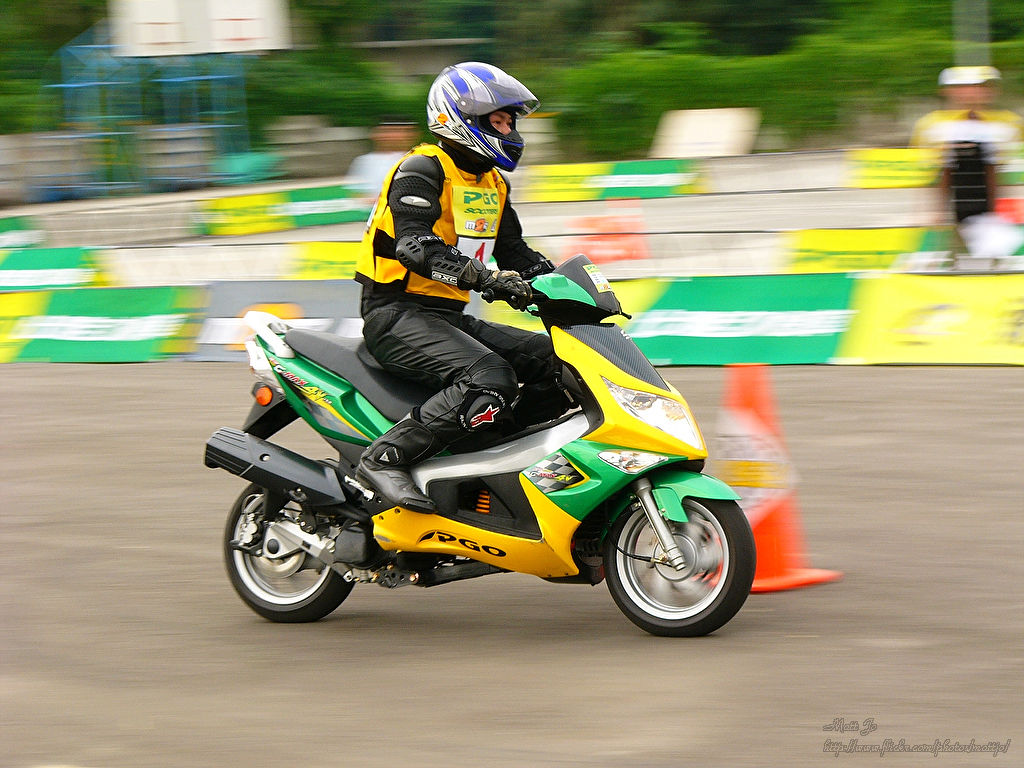
PGO G-MAX

PGO（ピージーオー）は、台湾彰化県大村郷に本社を有するMotive Power Industry（摩特動力工業公司）のオートバイブランドである。

## 概要
主な生産車種は250cc以下のスクーター、小型トライク、ATVなどである。台湾メーカーの中ではキムコ、SYMと比べマイナーではあるが、個性的なラインナップにより一部に人気がある。
日本での輸入代理店は有限会社ナーベルフォースが行っている。

## 歴史
- 1964年 - 創立。
- 1972年 - イタリアのピアッジオと提携。
- 1982年 - ピアッジオとの提携解消。
- 1996年 - 台灣農林股份有限公司（茶葉の生産メーカー）の出資を受け、PGOブランドはこのとき誕生した。

## 商品

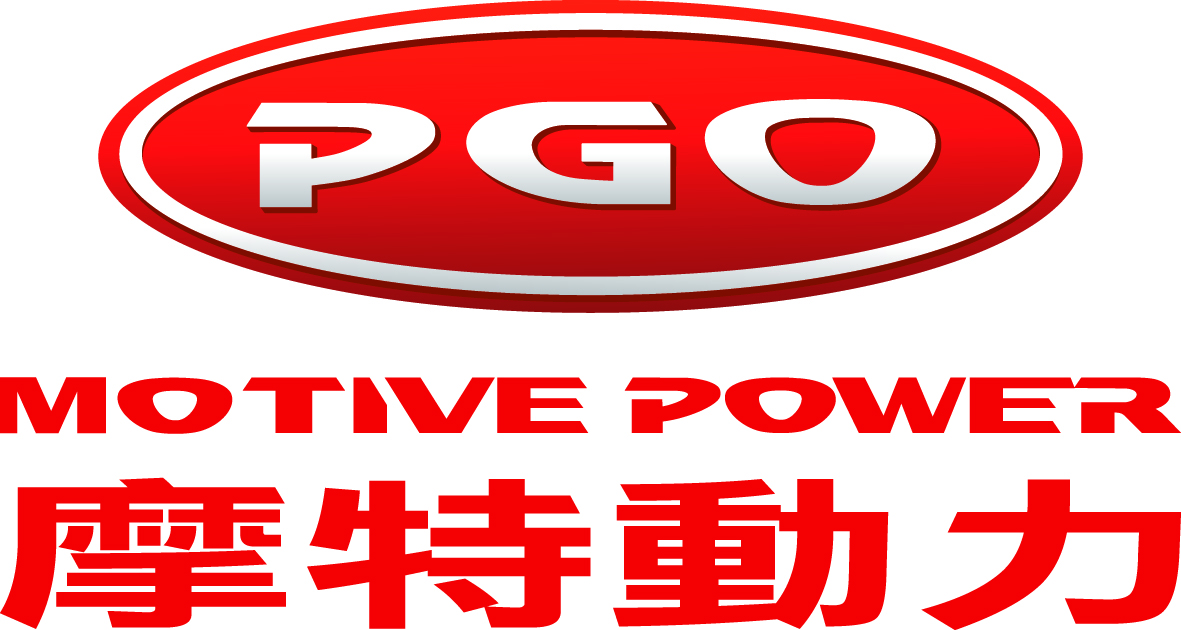
PGOのロゴ

### 二輪
スクーター（日本向け現行車種）
- iBubu125
- IME125
- X-HOT125
- G-MAX125
- TIGRA125
- BON125
- X-HOT150
- TIGRA150
- G-MAX220

スクーター（かつて日本で販売されていた車種）
- PMX50Sports
- RoadShow50
- PMX110Naked
- PMX110Sports
- Alloro125
- i-Charge125
- T-REX125
- MyBubu125
- PMX125
- G-MAX4V150
- G-MAX200